# Llista de virreis de Sicília
Llista dels virreis de Sicília durant la sobirania del Regne d'Aragó i de l'Imperi Espanyol.

## Virreis aragonesos

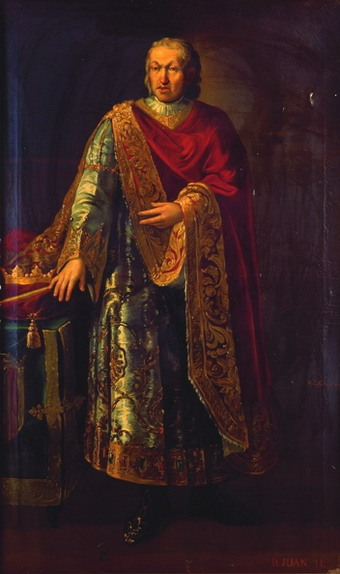
Joan II d'Aragó i Navarra

- Joan de Peñafiel, després Joan el Gran (1415-1416)
- Antoni Cardona (segle XV) (1416-1421)
  - amb Domènec Ram i Lanaja (1416-1419)
  - amb Ferran Velázquez i Marino (1419-1421)
- Giovanni de Podio i Arnau Roger IV de Pallars Sobirà (1421-1423)
  - amb Nicolás Castagna (1421-1422)
  - amb Ferran Velázquez i Marino (1422-1423)
- Nicolás Speciale (1423-1424)
- Pere d'Aragó (1424-1425)
- Nicolás Speciale (1423-1432)
  - amb Guillem Ramon V de Montcada i d'Alagó (1429-1430)
  - amb Guillem Ramon V de Montcada i d'Alagó i Giovanni Ventimiglia (1430-1432)
- Pere Felice i Adamo Asmondo Presidents del Regne, (1432-1433)
- Alfons el Magnànim (1433-1435)
- Ruggiero Paruta (c. 1435-1439)
  - amb Battista Platamonte (c. 1437-1438)
- Bernat Requesens (1439-1440)
- Ruggiero Paruta i Battista Platamonte (1440-1441)
- Raimon Perellós (1441-1443)
- Lope Ximénez d'Urrea i de Bardaixí (1443-1459)
- Joan de Moncayo (1459-1462)
- Bernardo Requesens (1463-1465)
- Lope Ximénez d'Urrea i de Bardaixí (1465-1475)
- Guillem Pujades i Guillermo Peralta (1475-1477)
- Joan Ramon Folc de Cardona, Comte de Prades (1477-1479)
- Gaspar de Spes (1479-1489)
- Ferran de Acuña (1489-1495)
- Joan de Lanuza III (1495-1507)
- Ramon Folc de Cardona-Anglesola, Comte d'Albento (1507-1509)
- Hug de Montcada (1509-1517)

## Virreis espanyols

Bandera d'Espanya (1701-1748).

- Héctor Pignatelli, Comte de Monteleón (1517-1534)
- Simón Ventimiglia, Marquès de Gerace (interí, 1534-1535)
- Ferrante Gonzaga (1535-1546)
- Ambrosio Santapace, Marquès de Licodia (interí, 1546-1547)
- Joan de Vega (1547-1557)
- Joan de la Cerda i Silva, Duc de Medinaceli (1557-1564)
- García Álvarez de Toledo i Osorio, Marquès de Villafranca del Bierzo (1564-1566)
- Carles d'Aragó, Duc de Terranova (interí, 1566-1568)
- Francisco Ferran de Avalos, Marquès de Pescara (1568-1571)
- El Comte de Landriano (interí, 1571)
- Carles d'Aragó, Duc de Terranova (interí, 1571-1577)
- Marco Antonio Colonna (1577-1584)
- Joan Alfons Bisbal, Comte de Briático (interí, 1584-1585)
- Diego Enríquez de Guzmán, Comte d'Alba de Liste (1585-1591)
- Enrique de Guzmán, Comte d'Olivares (1592-1595)
- Joan Ventimiglia, Marquès de Gerace (interí, 1595-1598)
- Bernardino de Cárdenas y Portugal, Duc de Maqueda (1598-1601)
- Jorge de Cárdenas y Manrique de Lara, Marquès d'Elx (interí, 1601-1602)
- Lorenzo Suárez de Figueroa, Duc de Feria (1602-1606)
- Joan Ventimiglia, Marquès de Gerace (interí, 1606-1607)
- Juan Fernández Pacheco, Duc d'Escalona (1607-1610)
- Joan Doria, Cardenal (interí, 1610-1611)
- Pere Téllez-Girón, III Duc d'Osuna (1611-1616)
- Francisco Ruiz de Castro (1616-1622)
- Filiberto de Saboya (1622-1624)
- Joan Doria, Cardenal (1624-1626)
- Antoni Pimentel, Marquès de Távorti (1626-1627)
- Enrique Pimentel, Comte de Villada (1627)
- Francisco de la Cueva, Duc d'Alburquerque (1627-1632)
- Ferran Afán de Ribera i Enríquez, Duc d'Alcalà (1632-1635)
- Luis de Montcada, Duc de Montalvo (interí, 1635-1639)
- Francisco de Melo (1639-1641)
- Joan Alfons Enríquez de Cabrera (1641-1644)
- Pedro Fajardo de Zúñiga y Requesens, Marquès de los Vélez (1644-1647)
- Vicente de Guzmán, Marquès de Montealegre (interí, 1647)
- Teodoro Trivulcio, Cardenal (1647-1648)
- Joan Josep d'Àustria (1648-1651)
- Rodrigo de Mendoza, Duc del Infantado (1651-1655)
- Joan Téllez-Girón, Duc d'Osuna (1655-1656)
- Martín de Redín (1656-1657)
- Pere Rubeo (1657-1660)
- Comte de Ayala (1660-1663)
- Francesco Caetani, Duc de Sermoneta (1664-1667)
- Francisco Fernández de la Cueva, duc d'Alburquerque (1667-1670)
- Claude Lamoral, Príncipe de Ligne (1670-1774)
- Francisco Bazán de Benavides (interí, 1674)
- Fadrique Álvarez de Toledo i Ponce de León, Marquès de Villafranca del Bierzo (1675-1676)
- Anielo de Guzmán, Marquès de Castel Rodrigo (interí, 1676)
- Francisco de Gattinara, Marquès de San Martín (interí, 1676-1677)
- Luis Manuel Fernández Portocarrero, Cardenal (interí, 1677-1678)
- Vicente Gonzaga, Duc de Guastalla (1678)
- Francisco de Benavides, Comte de Santisteban (1678-1687)
- Joan Francisco Pacheco, Duc de Uceda (1687-1696)
- Pere Colón, Duc de Veragua (1696-1701)
- Juan Manuel Fernández Pacheco-Cabrera de Bobadilla y de Zúñiga, Duc d'Escalona (1701-1702)
- Francesco del Giudice, Cardenal (interí, 1702-1705)
- Isidoro de la Cueva i Benavides, Marquès de Bedmar (1705-1707)
- Carlo Filippo Antonio Spínola y Colonna, Marquès de los Balbases (1707-1713)